# Аль-Минаа
«Нади Аль-Минаа» (араб. نادي الميناء الرياضي‎) — иракский футбольный клуб из города Басра. Это один из самых крупных клубов Ирака. Клуб был основан 22 ноября 1931 года генеральной компанией иракских портов. Клуб дважды прибыл в финал Премьер-лиги, когда-то выиграл титул и однажды сыграл в Лиге чемпионов АФК.
"Золотая" эра клуба продолжалась с 1973 по 1979.
Традиционные цвета клуба - белый и синий.

## Достижения
- Чемпион Ирака (1): 1977/78